# Piekjesspons
De bleke piekjesspons (Hymeniacidon perlevis), ook wel oranje wimereauxspons genoemd, is een sponssoort in de taxonomische indeling van de gewone sponzen (Demospongiae). Deze spons werd voor het eerst in Nederland ontdekt in 1951 in de Oosterschelde. De soort kan daar onopvallend in aantal toenemen doordat deze lastig te onderscheiden is van andere soorten. De spons behoort tot het geslacht Hymeniacidon en behoort tot de familie Halichondriidae. De wetenschappelijke naam van de soort werd in 1818 voor het eerst geldig gepubliceerd door George Montagu.

## Beschrijving
De piekjesspons is een dik korstige spons met een glinsterend hobbelig oppervlak. Exemplaren die tussen de getijden worden gevonden zijn heldergeel, terwijl die uit dieper water donkerder zijn. De oscula zijn verspreid over het oppervlak van de spons en kunnen gelijk liggen met het sponsoppervlak of op verhoogde bobbels. De vorm van de spons is variabel, afhankelijk van de omgeving. In beschutte gebieden groeien vertakte structuren vanaf de basis. In gebieden met golfwerking is het oppervlak kronkelig of vlak. Het lichaam van de spons bestaat uit kiezelnaalden en sponginevezels, en is in staat om veel water op te nemen.
De larven zwemen vrij rond maar kunnen zich niet voeden en zetten zich snel vast om zich te kunnen voeden. Maximum is dit enkele dagen. De verspreiding is dus vooral door de mensheid gekomen. Men gaat er van uit dat het van oorsprong een Europese soort was omdat die daar het eerste werd gezien en daar ook de grootste genetische verscheidenheid vertoont.

## Verspreiding
De piekjesspons wordt gevonden in de noordelijke Atlantische Oceaan, de Middellandse Zee en de Stille Oceaan, evenals rond de Zuid-Afrikaanse kust van de noordelijke Kaap tot Port St Johns. Het leeft van de intergetijdenzone in getijdenpoelen tot een maximale diepte van ongeveer 15 meter.